# Distrito de Aveiro
El distrito de Aveiro es uno de los dieciocho distritos que, junto con Madeira y Azores, forman Portugal. Con capital en la ciudad homónima, limita al norte con Oporto, al este con Viseo, al sur con Coímbra y al oeste con el océano Atlántico.
Pertenece a la provincia tradicional de la Beira Litoral, salvo los municipios más al norte que pertenecen al Douro Litoral. Área: 2798,54 km² (14.º mayor distrito portugués). Población residente (2011): 714 200 habs. Densidad de población: 255,2 hab./km². 

## Geografía
El distrito de Aveiro se localiza, en su mayor parte, a menos de 100 m de altitud, ocupando una planicie costera que llega a tener cerca de 40 km de anchura, en la parte sur del distrito. El paisaje de esta planicie es dominado por la Ría de Aveiro y por los ríos de la cuenca hidrográfica del río Voga (Cértima, Alfusqueiro, Águeda, Antuão y el propio Voga en la planicie litoral, y Agadão, Caima y Mau ya en los contrafuertes de la sierra). Para oriente y para el norte, el relieve se vuelve más accidentado, elevándose también en el distrito de Aveiro hasta las alturas de las Sierra de Caramulo y la Sierre de Arada, extendiéndose así mismo hasta la sierra de Montemuro, al nordeste. En su frontera norte, el distrito contacta brevemente con el río Duero y con algunos de sus afluentes (Arda y Paiva).
El litoral, (incluye las playas de São Jacinto, Barra y Costa Nova) es arenoso, un paisaje típico de zona lagunar, con un cordón dunar de espesura variable que separa las aguas tranquilas de la ría de Aveiro y del mar.

## Subdivisiones
El distrito de Aveiro se subdivide en los siguientes 19 municipios:
- Águeda
- Albergaria-a-Velha
- Anadia
- Arouca
- Aveiro
- Castelo de Paiva
- Espinho
- Estarreja
- Ílhavo
- Mealhada
- Murtosa
- Oliveira de Azeméis
- Oliveira do Bairro
- Ovar
- Santa Maria da Feira
- São João da Madeira
- Sever do Vouga
- Vagos
- Vale de Cambra

En la actual división principal del país, el distrito se encuentra dividido entre la Región Norte y la Región Centro. Pertenecen a la Región Norte los municipios de la subregión de Entre Douro e Vouga, Castelo de Paiva, parte de la subregión del Támega y Espinho, perteneciente al Grande Porto. A la Región Centro pertenecen los restantes municipios, incluidos en la subregión del Baixo Vouga. En resumen:
- Región Norte
  - Entre Douro e Vouga
    - Arouca
    - Oliveira de Azeméis
    - Santa Maria da Feira
    - São João da Madeira
    - Vale de Cambra

  - Grande Porto
    - Espinho

  - Támega
    - Castelo de Paiva
- Región Centro
  - Baixo Vouga
    - Águeda
    - Albergaria-a-Velha
    - Anadia
    - Aveiro
    - Estarreja
    - Ílhavo
    - Mealhada
    - Murtosa
    - Oliveira do Bairro
    - Ovar
    - Sever do Vouga
    - Vagos